# Дело Ильи Фарбера
Дело Ильи Фарбера — резонансное судебное разбирательство по обвинению учителя Ильи Исааковича Фарбера, директора дома культуры деревни Мошенка Осташковского района Тверской области, в злоупотреблении должностными полномочиями и получении взятки. Летом 2012 года Фарбер был признан виновным в инкриминируемых преступлениях и осуждён Тверским областным судом на 8 лет лишения свободы в колонии строгого режима со штрафом 3,2 млн руб. После отмены приговора Верховным судом России дело Фарбера рассматривал летом 2013 года Осташковский городской суд, который также пришёл к выводу о виновности подсудимого в злоупотреблении должностными полномочиями и получении взятки и приговорил его к семи годам и одному месяцу колонии строгого режима, а также к штрафу в 3,1 млн. рублей.. 11 декабря 2013 года Тверским областным судом в апелляционной инстанции обвинение в злоупотреблении служебным положением с И. Фарбера было снято, срок по обвинению в получении взятки был уменьшен до трёх лет содержания в колонии строгого режима, штраф снижен до трёх млн рублей.
31 декабря 2013 года решением Московского районного суда Твери Фарбер был освобожден по УДО (по отбытии более 2/3 срока; провел в предварительном заключении 2 года и 4 месяца). 10 января 2014 года Фарбер вышел на свободу.
Некоторые СМИ отмечали, что Фарбер получил необычайно суровый приговор за коррупцию — 8 лет колонии строгого режима. «Новая газета», ссылаясь на утверждения самого Фарбера и решение Верховного суда Российской Федерации, писала, что первое судебное разбирательство, проходившее в 2012 году, велось «с многочисленными нарушениями», в частности, на процессе судья якобы призвал присяжных «не обращать внимания на слова подсудимого», а гособвинитель задавался вопросом: «Может ли человек по фамилии Фарбер бесплатно помогать деревне?».

## Хронология событий
Московский художник Илья Фарбер приехал с семьей в деревню Мошенка Осташковского района Тверской области летом 2010 года. Устроился учителем рисования, литературы и музыки в сельскую школу, занимался организацией концертов и праздников в Доме Культуры. В 2011 году был назначен директором упомянутого ДК.
В 2011 году глава сельской администрации Любовь Валеева попросила Илью Фарбера помочь с ремонтом, который проходил в то время в Мошенском ДК. Этот ремонт и стал причиной последующего судебного процесса.
По версии Ильи Фарбера, ремонт практически не продвигался, а подрядчик работ ссылался на финансовые трудности. Согласно версии Фарбера, он периодически одалживал деньги подрядчику работ на продолжение строительства, а также покупал строительные материалы на свои деньги. По утверждению Фарбера, подрядчик обещал вернуть эти деньги Фарберу после окончания работ, составления акта об их приеме и получения оплаты (2,5 млн рублей) из государственного бюджета.
По версии обвинения, в июле — августе 2011 года Илья Фарбер получил от субподрядчика Юрия Горохова, главы компании Горстрой-1, выполнявшей в ДК ремонт, 300 тысяч рублей, а в сентябре того же года потребовал ещё 132 тысячи рублей от него же, за подписание акта об успешном завершении работы.
Юрий Горохов написал заявление о вымогательстве, и после того, как акт был подписан, Фарбера задержали сотрудники Тверского УФСБ в офисе Горстроя.
Адвокат Фарбера Елена Романова в передаче «Полный Альбац» (05.08.2013 20:10) на «Эхо Москвы» утверждала, что акт не был представлен в суде в качестве доказательства.
Как утверждает обвинение, ремонтные работы в ДК были проведены не в полном объёме, и, подписав указанный акт, Илья Фарбер причинил ущерб бюджету на 941 тысячу рублей.
По версии защиты, в ходе ремонта выяснилось, что контракт просрочен, а сметы завышены в 3 раза.
Илья Фарбер решил подать на гендиректора «Горстрой-1» Юрия Горохова в суд. Тогда между Фарбером и Гороховым была достигнута договоренность, что Горстрой-1 закончит работы в срок. Тем не менее, Фарберу приходилось выполнять часть работ самому, нанимать людей за свои деньги, покупать стройматериалы, брать в долг. Юрий Горохов обещал возместить расходы, но расписок не давал.
В сентябре 2011 года Илья Фарбер приехал в офис Горохова, чтобы получить долг, где и был арестован. Он был помещён в СИЗО Твери.
На самого Юрия Горохова дело заведено не было, хотя экспертиза, назначенная следователем, выявила, что «Горстрой-1» не доделал ремонт по контракту как минимум на 1 млн рублей. Спустя несколько месяцев, по заявлению того же Горохова, Илье Фарберу предъявили ещё одно обвинение: в получении взятки в размере 300 000 рублей.

## Судебный процесс
Судебное заседание по делу Ильи Фарбера началось 9 июня 2012 года. Обвинение требовало 9 лет колонии строгого режима и штраф в размере 3,2 миллиона рублей (при этом ущерб, причиненный Фарбером бюджету ДК, оценивался в 941 тысяч рублей).
По утверждению редакции «Новой газеты» со ссылкой на самого Фарбера судебное заседание происходило с многочисленными нарушениями: подсудимого не допустили в зал, число присяжных в ходе заседания сократилось с 12 до 8, судья Владимир Андреев в напутственном слове присяжным посоветовал им «не обращать внимания на слова подсудимого», заходил в зал во время написания вердикта.
Были растиражированы якобы имевшие место высказывания государственного обвинителя Павла Верещагина: по его мнению, правонарушения, совершенные Фарбером, представляли «особую опасность», «это дело коррупционной направленности», и «Фарбер тем самым поставил под сомнение и подорвал авторитет власти».
По словам Фарбера, на процессе прокурор якобы заявлял о том, что «по хрусту купюр» на диктофонной записи, представленной Гороховым, можно установить сумму взятки, которую инкриминировали подсудимому: «30 хрустов купюр по пять тысяч». При этом ещё в сентябре 2012 года в прессе были обнародованы аудиозаписи переговоров между Ильёй Фарбером и Юрием Гороховым, использованные на суде в качестве вещественных доказательств; на плёнках Фарбер прямым текстом обсуждал получение «откатов» и взяток.
Суд не принял во внимание наличие смягчающих обстоятельств — состояние здоровья подсудимого (травма позвоночника), а также наличие малолетних детей. У Фарбера двое несовершеннолетних детей, на момент вынесения приговора им было 7 и 1,5 лет. Третий сын Фарбера, 19-летний Пётр, привлекался в качестве свидетеля по делу отца; в беседе с журналисткой «Новой газеты» он рассказывал, что подвергся угрозам и избиению до потери сознания со стороны сотрудников УФСБ Твери.
10 августа 2012 года Тверской областной суд на основе вердикта присяжных приговорил Илью Фарбера к 8 годам колонии строгого режима и штрафу в размере 3,2 млн рублей.
30 ноября 2012 года Верховный Суд РФ отменил приговор Илье Фарберу, отправив дело на пересмотр в Тверской областной суд.
11 февраля 2013 года Тверской областной суд постановил вернуть уголовное дело в отношении Ильи Фарбера в прокуратуру для устранения препятствий рассмотрения судом, а также продлить срок содержания обвиняемого под стражей на два месяца. Апелляция адвоката Ильи Фарбера об изменении меры пресечения на не связанную с лишением свободы была оставлена судом без удовлетворения.
Затем дело слушалось в Осташковском городском суде Тверской области. 26 июля 2013 года прошли прения сторон. 1 августа 2013 года Осташковский городской суд Тверской области приговорил Илью Фарбера к 7 годам и 1 месяцу лишения свободы в колонии строгого режима, также обязал Фарбера выплатить штраф в размере 3,1 млн рублей.

Илья Фарбер: 
Горохов, на основании показаний которого мне предъявили обвинение, сначала был потерпевшим, а когда следствие разобралось, что я не вымогал у него деньги, что Горохов меня оговорил, то с меня сняли обвинение в вымогательстве взятки, а с Горохова сняли статус потерпевшего. И иного статуса ему присвоено не было, показаний он больше не давал. Но почему-то обвинительное заключение следователь составил на основании показаний Горохова как свидетеля. А кроме показаний Горохова ничего больше, что бы говорило о совершении мною преступления, в материалах дела нет. Даже косвенных доказательств в деле нет.
10 августа 2013 года адвокат Ильи Фарбера — Елена Романова обжаловала приговор.
Апелляция подана в Тверской областной суд. Защита Фарбера утверждает, что тот подписал другой документ, а акт выполненных работ не подписывал вовсе.
В декабре 2013 года срок заключения был снижен до 3 лет.

## Реакция общественности
Президент Российского Еврейского Конгресса Юрий Каннер обратил внимание на то, что явно антисемитское высказывание гособвинителя «А может ли человек по фамилии Фарбер бесплатно помогать деревне?» было проигнорировано судьёй Андреевым.
Журналист и бывший секретарь Союза журналистов России Игорь Яковенко считает, что «дело Фарбера по своему взрывному социальному потенциалу стоит в одном ряду с судебными процессами, которые меняли менталитет народов и целых континентов», сравнивая его с делом Дрейфуса во Франции на рубеже XIX–XX вв. и делом Бейлиса в России в начале XX в. По мнению Яковенко, реакция на дело Фарбера и способность повлиять на это дело — нравственный экзамен для российского общества.
6 августа 2013 г. в Москве прошла акция в поддержку Ильи Фарбера. Пикет был организован журналисткой и фотографом Викторией Ивлевой.

## Судебная практика по подобным делам
Журналист Ирина Финякина, сравнивая наказания, отмечает, что бывший начальник департамента имущественных отношений Министерства обороны России, член Совета директоров ОАО «Оборонсервис» Евгения Васильева обвиняемая в хищении акций ОАО «31 Государственный проектный институт специального строительства» на сумму более 190 млн. руб., находится под домашним арестом; на этом фоне приговор Фарберу выглядит «дико» и у журналистки нет «сомнений в том, что суд отработал чей-то заказ», хотя и непонятно «какому безумцу понадобился скромный учитель рисования, не оппозиционер, не политик, не крушитель государственных устоев?»

## Освобождение
31 декабря 2013 года Московский районный суд города Твери удовлетворил прошение Ильи Фарбера об условно-досрочном освобождении.
10 января 2014 года Илья Фарбер вышел на свободу в соответствии с решением суда.
После того как бывший заключённый вышел из помещения тверского следственного изолятора, встречающий его сын Пётр высыпал из пакета на землю большое количество звёздочек, используемых в качестве знаков различия на погонах сотрудников российских силовых структур. Илья Фарбер символически растоптал эти звёздочки ногами. Присутствовавшим журналистам Илья Фарбер заявил:

Я думал, вы догадаетесь. Это звёзды с погон прокуроров и следователей, из-за которых многие здесь сидят незаконно. И в том числе я. Тому, что за эти звёздочки разрушают семьи, издеваются над людьми, надо положить конец.
«Российская газета» осудила действия освобождённого, охарактеризовав их как возмутительную выходку.

## Уголовное дело за поджог военкомата
В мае 2022 года Илья Фарбер приехал в гости к родственникам в удмуртский посёлок Игра. Был арестован по обвинению в том, что изготовил зажигательную смесь, разлил её по бутылкам и умышленно поджёг два здания: призывной пункт и военкомат. В результате действий Фарбера в здании военкомата сгорел кабинет и пострадало имущество призывного пункта. Действия Фарбера были квалифицированы следствием как умышленное уничтожение имущества из хулиганских побуждений (часть 2 статьи 167 УК РФ).